# ریتا کورسته
ریتا کورسته (اسپانیایی: Rita Cortese‎؛ ۵ اوت ۱۹۴۹) بازیگر و خواننده اهل آرژانتین است.
از فیلم‌هایی که وی در آن‌ها نقش داشته‌است، می‌توان به دانش‌آموختگان، قصه‌های وحشی، بیوه‌ها و زنان قاتل اشاره نمود.